# Orquestra Filarmônica de Brisbane
A Orquestra Filarmônica de Brisbane é uma orquestra baseada na cidade de Brisbane, Austrália. A orquestra consiste em 70 membros que apresentam uma variedade musical de trabalhos sinfônicos e de câmara.
A orquestra apresenta concertos durante o ano todo, incluindo no Brisbane City Hall, no Centro de Performances Artísticas Queensland, na Catedral St. John, na Catedral St. Stephen e no Old Museum Building. 

## História
A orquestra foi formada em 1999 com apenas 18 músicos. Em 2000 a orquestra adotou o atual nome e começou a apresentar temporadas anuais em 2001. Em 2005 recebeu uma honra do Prêmio Orquestral Nacional.
O primeiro diretor musical foi Lee Norrel (1999-2000), seguido por Andrew Bell (2001), Philip Davis (2002-2009) e o atual diretor musical é Warwick Potter.